# Памятник Франсиско Наркисо Лаприде
Памятник Франсиско Наркисо Лаприде (исп. Monumento a Francisco Narciso Laprida) — скульптура из белого каррарского мрамора, расположенная в городе Сан-Хосе-де-Хачаль в провинции Сан-Хуан. Работа архитектора Лолы Моры.
Посвящён Франсиско Наркисо Лаприде, председательствовавшему на заседаниях Тукуманского конгресса, провозгласившего независимость Аргентины.

## История
Создание скульптуры приходится на период 1906—1907 годов. Сама же статуя является частью работ под названием «Ансамбль четырёх президентов», призванных увековечить память Факундо Сувирии, Карлоса Марии де Альвеара, Мариано Фрагейро и Франсиско Наркисо Лаприды.
Первоначально скульптура размещалась в «Салон-де-лос-Пасос-Пердидос», принадлежавшем Национальному конгрессу Аргентины. Позднее скульптор подверглась гонениям со стороны властей, в том числе критике за противодействие господствовавшим в то время принципам. В результате в 1915 году скульптура и другие работы Лолы Моры были переданы на муниципальное хранение. В 1930 году скульптура перевезена в провинцию Сан-Хуан и размещена в Парке-де-Майо. В 1944 году в Сан-Хуане произошло землетрясение, во время которого скульптура хранилась в муниципальном хранилище.
В 1951 году по случаю годовщины основания города Сан-Хосе-де-Хачаль перенесена на центральную площадь генерала Сан-Мартина.

## Реставрация
В 2005 году проводилась реставрация. Работы координировали Национальный университет Сан-Хуана, университет Тукумана и муниципалитет Сан-Хосе-де-Хачаля. Финансирование осуществлялось за счёт пожертвований местных организаций. Во период реставрации особое внимание было уделено постаменту, в частности его укреплению, чтобы избежать рисков во время землетрясений.

## Галерея

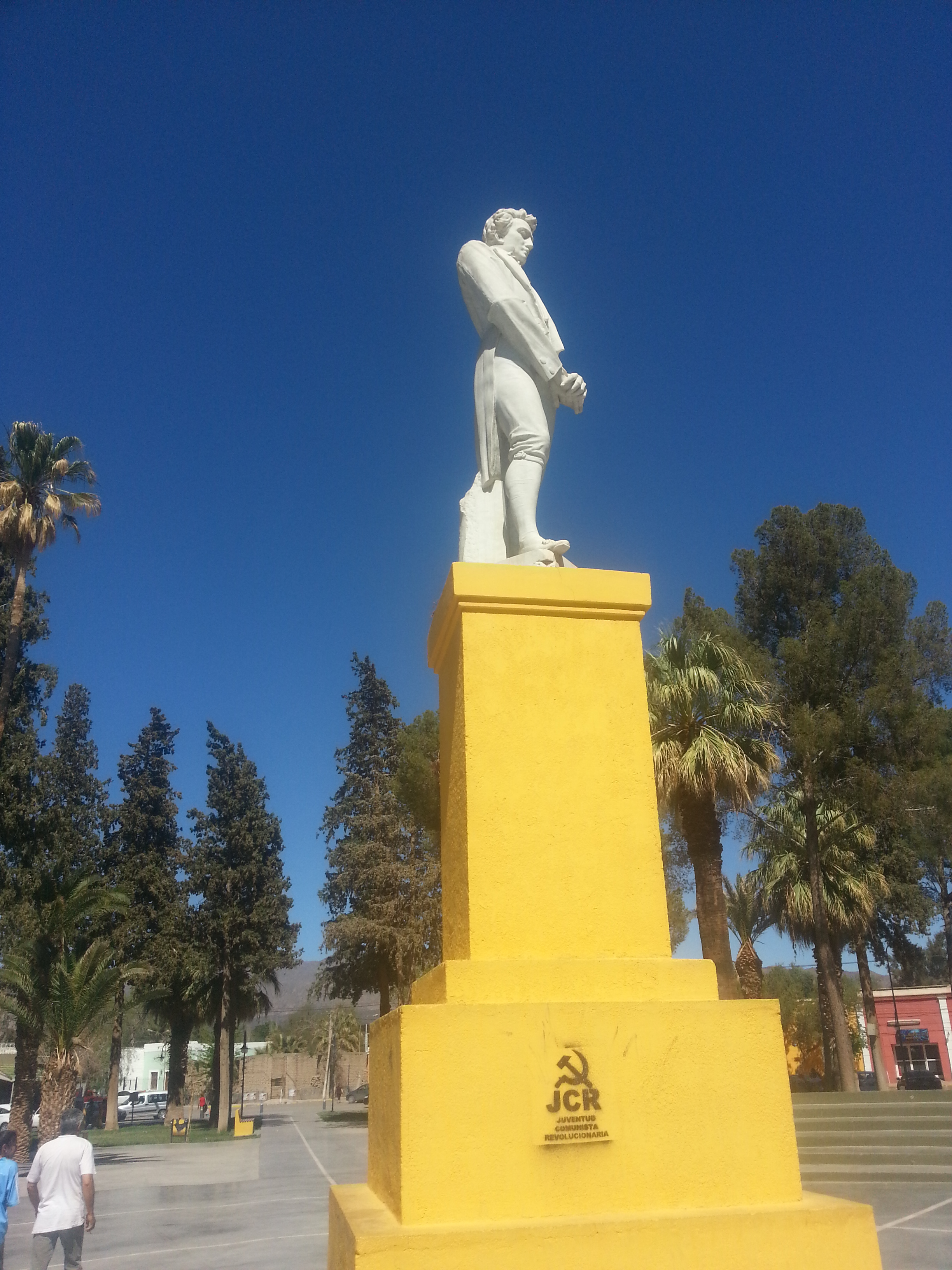
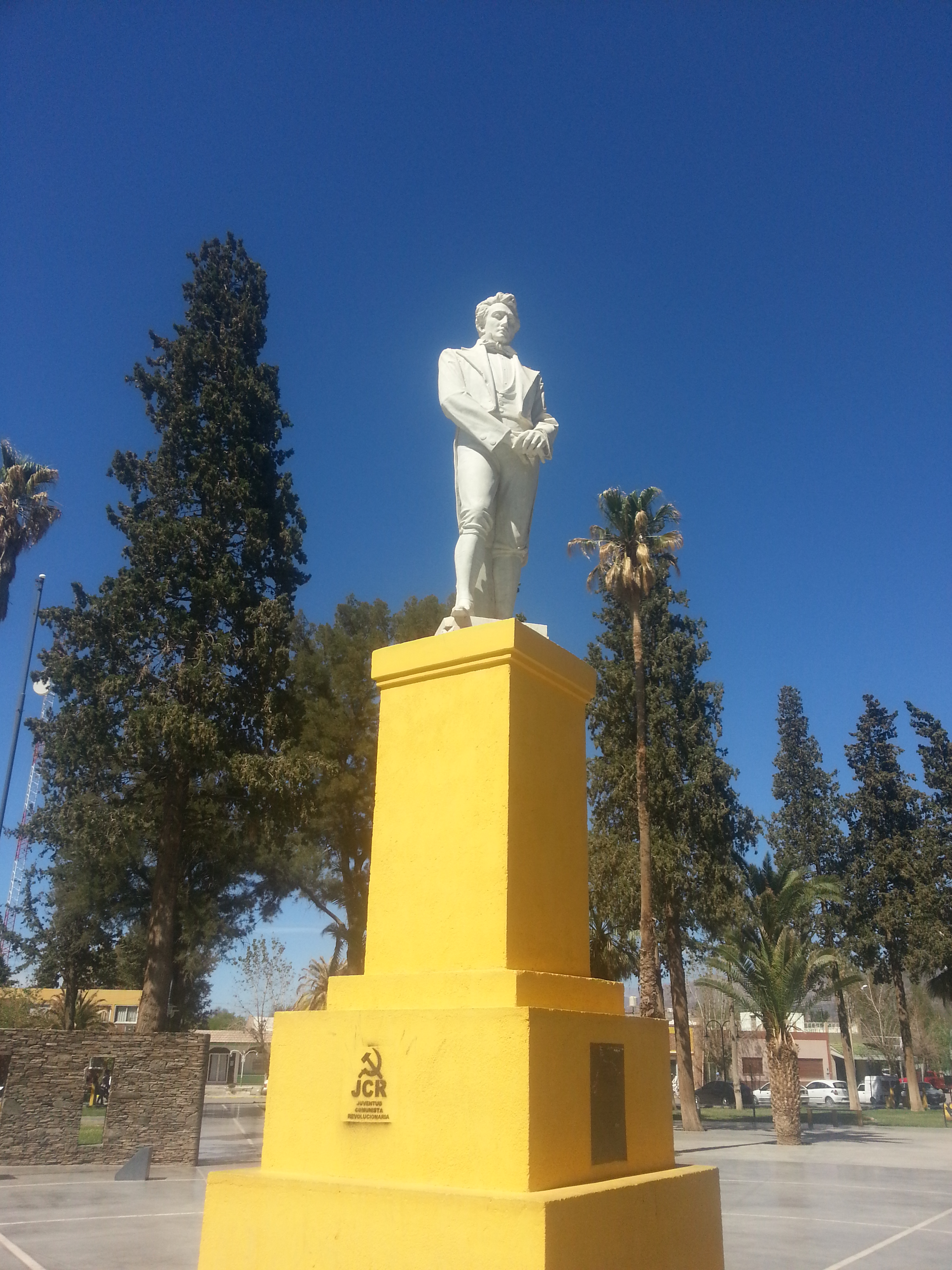
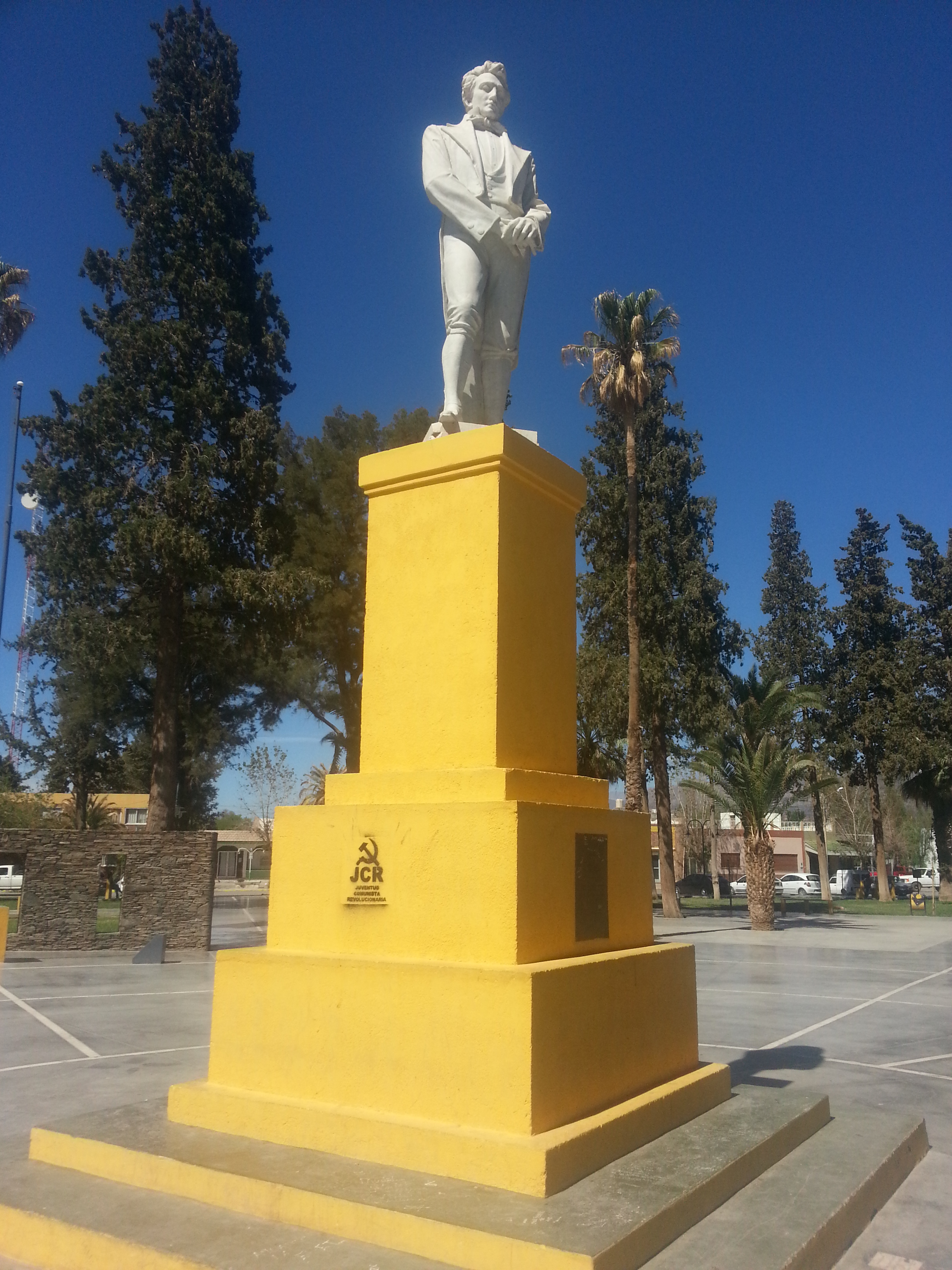
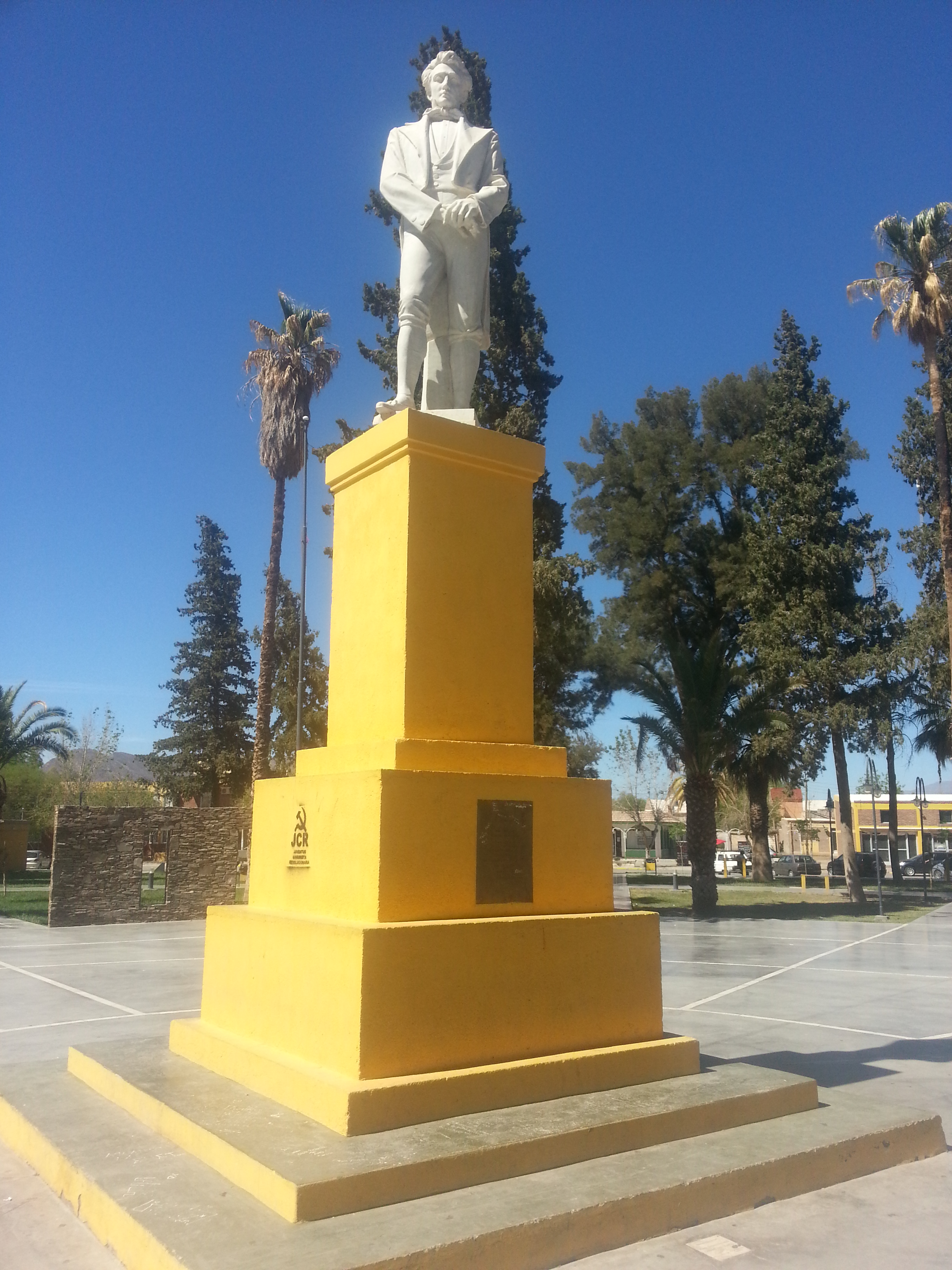